# Hrvatski nogometni kup 1997/98
Der Hrvatski nogometni kup 1997/98 war der siebte Wettbewerb um den kroatischen Fußballpokal nach der Loslösung des kroatischen Fußballverbandes aus dem jugoslawischen Fußballverband.
Titelverteidiger NK Croatia Zagreb setzte sich in zwei Finalspielen gegen den NK Varteks Varaždin durch. Es war Zagrebs vierter Pokalsieg in Kroatien und der elfte insgesamt.

## Modus
Ab dem Viertelfinale einschließlich des Finales wurden jeweils Hin- und Rückspiele ausgetragen. Bei gleicher Anzahl an Toren aus beiden Spielen kam die Mannschaft weiter, die auswärts mehr Tore erzielt hatte. Herrschte auch hier Gleichstand, wurde ein Elfmeterschießen zur Ermittlung des Siegers ausgetragen.

## Teilnehmer
| 1. HNL (11) | 2. HNL (20) | 2. HNL (20) | 3. HNL (1)                   |
| --- | --- | --- | ---------------------------- |
| - NK Croatia Zagreb - Hajduk Split - NK Mladost 127 Suhopolje - NK Osijek - HNK Rijeka - NK Samobor - HNK Šibenik - NK Slaven Belupo - NK Varteks Varaždin - NK Zadarkomerc - NK Zagreb | - NK Belišće - NK Bjelovar - NK Budućnost Hodošan - Cibalia Vinkovci - NK Croatia Đakovo - NK Badel Sesvete - NK Dilj Vinkovci - HNK Dubrovnik - NK Hrvatski Vitez Posedarje - Inker Zaprešić | - NK Jadran Poreč - NK Marsonia - NK Olimpija Osijek - HNK Orijent 1919 - HNK Segesta Sisak - NK Slavonija Požega - NK Špansko - RNK Split - NK Varaždin - NK PIK Vrbovec | - NK Slavonac Stari Perkovci |

## Ergebnisse

### Sechzehntelfinale
Die Spiele fanden am 5. und 6. August 1997 statt.
|                             | Ergebnis              |                     |
| --------------------------- | --------------------- | ------------------- |
| NK Slavonac Stari Perkovci  | 1:5                   | NK Croatia Zagreb   |
| NK Samobor                  | 0:1                   | NK Zagreb           |
| NK Olimpija Osijek          | 0:3                   | HNK Rijeka          |
| NK Jadran Poreč             | 2:1                   | HNK Segesta Sisak   |
| HNK Orijent 1919            | 2:1                   | Cibalia Vinkovci    |
| RNK Split                   | 2:1                   | NK Marsonia         |
| NK Varaždin                 | 1:2                   | NK Varteks Varaždin |
| NK Slaven Belupo            | 2:0                   | NK Belišće          |
| NK PIK Vrbovec              | 1:4                   | NK Zadarkomerc      |
| NK Špansko                  | 3:1                   | NK Bjelovar         |
| NK Budućnost Hodošan        | 2:1                   | HNK Šibenik         |
| NK Dilj Vinkovci            | 1:0                   | Inker Zaprešić      |
| NK Badel Sesvete            | 1:0                   | HNK Dubrovnik       |
| NK Slavonija Požega         | 1:2                   | NK Croatia Đakovo   |
| NK Hrvatski Vitez Posedarje | 1:3                   | Hajduk Split        |
| NK Mladost 127 Suhopolje    | 2:2 n. V. (5:4 i. E.) | NK Osijek           |

### Achtelfinale
Die Spiele fanden zwischen den 9. September und 15. Oktober 1997 statt.
|                      | Ergebnis              |                          |
| -------------------- | --------------------- | ------------------------ |
| NK Budućnost Hodošan | 1:2                   | NK Zagreb                |
| NK Dilj Vinkovci     | 2:1                   | RNK Split                |
| NK Croatia Đakovo    | 0:0 n. V. (2:4 i. E.) | NK Varteks Varaždin      |
| NK Badel Sesvete     | 2:1                   | NK Zadarkomerc           |
| HNK Rijeka           | 0:2                   | HNK Orijent 1919         |
| NK Jadran Poreč      | 0:1                   | NK Mladost 127 Suhopolje |
| NK Croatia Zagreb    | 11:00                 | NK Špansko               |
| Hajduk Split         | 3:1                   | NK Slaven Belupo         |

### Viertelfinale
Die Hinspiele fanden zwischen dem 14. und 3. Dezember 1997 statt, die Rückspiele zwischen dem 22. Oktober und 14. Dezember.
|                  | Gesamt         |                          | Hinspiel | Rückspiel |
| ---------------- | -------------- | ------------------------ | -------- | --------- |
| NK Dilj Vinkovci | 4:8            | NK Zagreb                | 2:5      | 2:3       |
| HNK Orijent 1919 | 0:0 0:3 i. E.) | NK Varteks Varaždin      | 0:0      | 0:0       |
| NK Badel Sesvete | 2:5            | NK Croatia Zagreb        | 1:1      | 1:4       |
| Hajduk Split     | 3:1            | NK Mladost 127 Suhopolje | 2:1      | 1:0       |

### Halbfinale
Die Hinspiele des Halbfinals fanden am 1. April 1998 statt, die Rückspiele am 15. April.
|                     | Gesamt |              | Hinspiel | Rückspiel |
| ------------------- | ------ | ------------ | -------- | --------- |
| NK Croatia Zagreb   | 7:0    | NK Zagreb    | 4:0      | 3:0       |
| NK Varteks Varaždin | 3:1    | Hajduk Split | 2:1      | 1:0       |

### Finale

#### Hinspiel
| NK Varteks Varaždin                                | NK Varteks Varaždin | NK Croatia Zagreb | NK Croatia Zagreb |
| -------------------------------------------------- | --- | --- | ----------------- |
| NK Varteks Varaždin                                | \| 6. Mai 1998 in Varaždin (Stadion Anđelko Herjavec) \| \| Ergebnis: 0:1 (0:0) \| \| Zuschauer: 7.000 \| \| Schiedsrichter: Miroslav Vitković \| \| Spielbericht \|                                                                                           | \| 6. Mai 1998 in Varaždin (Stadion Anđelko Herjavec) \| \| Ergebnis: 0:1 (0:0) \| \| Zuschauer: 7.000 \| \| Schiedsrichter: Miroslav Vitković \| \| Spielbericht \| | NK Croatia Zagreb |
| NK Varteks Varaždin                                | Ivica Solomun – Ivan Režić (60. Silvestre Sabolčki), Danijel Hrman, Dražen Besek, Samir Toplak – Dražen Madunović, Robert Težački (62. Mario Obadić), Andrija Balajić, Tomislav Vincelj – Dražen Horvat (74. Dejan Car), Marko Topić Cheftrainer: Dražen Besek | Dražen Ladić – Tomislav Rukavina, Mario Cvitanović, Igor Bišćan, Stjepan Tomas – Krunoslav Jurčić, Danijel Šarić, Robert Prosinečki, Silvio Marić (76. Joško Jeličić) – Mark Viduka (88. Tomislav Šokota), Vladimir Petrović (46. Mihael Mikić) Cheftrainer: Zlatko Kranjčar | NK Croatia Zagreb |
| NK Varteks Varaždin                                | 0:1 Mihael Mikić (82.) | | NK Croatia Zagreb |
| NK Varteks Varaždin                                | Hrman | Prosinečki | NK Croatia Zagreb |
| 6. Mai 1998 in Varaždin (Stadion Anđelko Herjavec) | | |                   |
| Ergebnis: 0:1 (0:0)                                | | |                   |
| Zuschauer: 7.000                                   | | |                   |
| Schiedsrichter: Miroslav Vitković                  | | |                   |
| Spielbericht                                       | | |                   |

#### Rückspiel
| NK Croatia Zagreb                         | NK Croatia Zagreb | NK Varteks Varaždin | NK Varteks Varaždin |
| ----------------------------------------- | --- | --- | ------------------- |
| NK Croatia Zagreb                         | \| 14. Mai 1998 in Zagreb (Stadion Maksimir) \| \| Ergebnis: 2:1 (1:0) \| \| Zuschauer: 15.000 \| \| Schiedsrichter: Edo Trivković \| \| Spielbericht \| | \| 14. Mai 1998 in Zagreb (Stadion Maksimir) \| \| Ergebnis: 2:1 (1:0) \| \| Zuschauer: 15.000 \| \| Schiedsrichter: Edo Trivković \| \| Spielbericht \| | NK Varteks Varaždin |
| NK Croatia Zagreb                         | Dražen Ladić – Tomislav Rukavina, Danijel Šarić (70. Tomislav Šokota), Stjepan Tomas, Krunoslav Jurčić – Edin Mujčin (46. Damir Krznar), Dario Simić, Robert Prosinečki, Silvio Marić – Mark Viduka, Mihael Mikić (58. Igor Bišćan) Cheftrainer: Zlatko Kranjčar | Ivica Solomun – Ivan Režić, Danijel Hrman, Dražen Besek, Samir Toplak – Dražen Madunović, Robert Težački (74. Robert Težački), Andrija Balajić (87. Dražen Horvat), Zoran Kastel (55. Mario Obadić) – Miljenko Mumlek, Marko Topić Cheftrainer: Dražen Besek | NK Varteks Varaždin |
| NK Croatia Zagreb                         | 1:1 Mark Viduka (52.) 2:1 Silvio Marić (83.) | 0:1 Marko Topić (38.) | NK Varteks Varaždin |
| NK Croatia Zagreb                         | Marić | Režić | NK Varteks Varaždin |
| 14. Mai 1998 in Zagreb (Stadion Maksimir) | | |                     |
| Ergebnis: 2:1 (1:0)                       | | |                     |
| Zuschauer: 15.000                         | | |                     |
| Schiedsrichter: Edo Trivković             | | |                     |
| Spielbericht                              | | |                     |

## Torschützenliste
| Pl. | Name              | Mannschaft        | Tore |
| --- | ----------------- | ----------------- | ---- |
| 01. | Vladimir Petrović | NK Croatia Zagreb | 7    |
| 02. | Renato Jurčec     | NK Croatia Zagreb | 5    |
| 02. | Mark Viduka       | NK Croatia Zagreb | 5    |
| 04. | Hari Vukas        | NK Zagreb         | 4    |
| 05. | Dean Računica     | Hajduk Split      | 3    |
| 05. | Darko Vukić       | NK Zagreb         | 3    |